# Элиа, Леопольдо
Леопольдо Элиа (итал. Leopoldo Elia; 4 ноября 1925, Фано, Пезаро-э-Урбино, Марке — 5 октября 2008, Рим) — итальянский юрист и политик, председатель Конституционного суда Италии (1981—1985), министр избирательных и институциональных реформ Италии (1993—1994).

## Биография
В 1947 году окончил Римский университет Ла Сапиенца, где изучал право. Являлся профессором конституционного права Феррарского (1962—1963), Туринского (1963—1970) и Римского университетов (1970—1997).
В 1962 году стал вице-директором Управления законодательных исследований Сената Италии, с 1970 по 1976 год являлся заместителем председателя Высшего совета при Министерстве общественного образования. В 1975—1976 годах состоял в совете директоров RAI-TV (избран в его состав Парламентской комиссией по контролю над радиовещанием). В 1969, 1973 и 1976 годах избирался в Национальный совет Христианско-демократической партии.
20 апреля 1976 года Элиа избран по квоте парламента судьёй Конституционного суда, 21 сентября 1981 года избран председателем суда, 24 сентября 1984 года переизбран. 7 мая 1985 года срок его председательских полномочий истёк.
Вернувшись к академической деятельности, преподавал конституционное право в Римском университете, но уже в 1986 году избран в Национальный совет Христианско-демократической партии, а после роспуска парламента в 1987 году — в Сенат Италии, где до 1989 года возглавлял Комиссию по конституционным вопросам, также состоял в Управлении Сената по регламенту. Являлся основным разработчиком законопроектов конституционной реформы, призванной в первую очередь к преодолению внутренних конфликтов двухпалатной парламентской системы. Проект был одобрен Сенатом, но даже не был принят к слушаниям в нижней палате 10-го созыва. В 1968—1976 годах, а затем с 1985 года руководил изданием журнала Giurisprudenza costituzionale. В 1989 году вошёл в Национальное правление ХДП.
С 29 апреля 1993 по 10 мая 1994 года являлся министром без портфеля в первом правительстве Чампи, исполняя полномочия по осуществлению избирательных и институциональных реформ. Одновременно с 19 апреля по 10 мая 1994 года исполнял обязанности министра иностранных дел Италии.
В январе 1994 года вступил в Итальянскую народную партию, в том же году избран в Палату депутатов, в 1996 году переизбран в Сенат.
Ввёл в итальянский политический лексикон термин «Conventio ad excludendum», описывая послевоенную Италию как заблокированную демократию, в которой смена правительства была фактически невозможна из-за недопуска к власти сильнейшей коммунистической партии на Западе.
Умер в Риме 5 октября 2008 года.

## Награды
- Большой крест ордена «За заслуги перед Итальянской Республикой» (2 июня 1975)[6].
- Золотая медаль «За вклад в развитие культуры и искусства» (9 июня 1976)[7].

## Основные труды
- Possibilità di un mutamento istituzionale in Italia (Cronache sociali, 1949, pp. 234–40);
- La continuità nel funzionamento degli organi costituzionali, vol. I, Milano 1958;
- Gli atti bicamerali non legislativi (Studi sulla Costituzione, vol. II, ivi 1958, pp. 419–41);
- Forma di governo e procedimento legislativo negli Stati Uniti d’America, ivi 1961;
- Le commissioni parlamentari italiane nel procedimento legislativo, Modena 1961;
- Libertà personale e misure di prevenzione, Milano 1962;
- Problemi costituzionali dell’amministrazione centrale, Milano 1966;
- Art. 34 del Concordato e impegno antidivorzista dello stato italiano (Giurisprudenza costituzionale, 1971, pp. 2920–48);
- La peculiarità e l’evoluzione del sistema italiano riguardo ai partiti politici (Il sistema politico italiano, Bologna 1975, pp. 25–42).

Статьи
- Forme di governo (Enciclopedia del diritto, vol. XIX, Milano 1969, pp. 634–75);
- Commissioni parlamentari (Enciclopedia del diritto, vol. VII, Milano 1960, pp. 895–910);
- Primo ministro (Diritto comparato) (Novissimo Digesto Italiano, vol. XIII, Torino 1966, pp. 863–68).